# Famennien
Stratigraphie
Frasnien Tournaisien
Mississippien
Le Famennien est, dans l'histoire de la Terre, l'étage chronostratigraphique le plus haut du Dévonien supérieur. Cet étage a une durée géochronologique s'étendant de - 372,2 millions à - 358,9 millions d'années. Le Famennien est précédé du Frasnien et est suivi du Tournaisien, l'étage le plus récent du Carbonifère.

## Nom et histoire
Le Famennien est dénommé d'après la région de Famenne en Belgique orientale. 
Étage et nom furent proposés par André Hubert Dumont en 1855 et furent ensuite introduits dans la littérature scientifique. 

## Définition et GSSP
| Système     | Série         | Étage       | Age (Ma)    |
| ----------- | ------------- | ----------- | ----------- |
| Carbonifère | Mississippien | Tournaisien | plus récent |
| Dévonien    | Supérieur     | Famennien   | 372,2–358,9 |
| Dévonien    | Supérieur     | Frasnien    | 382,7–372,2 |
| Dévonien    | Moyen         | Givétien    | 387,7–382,7 |
| Dévonien    | Moyen         | Eifélien    | 393,3–387,7 |
| Dévonien    | Inférieur     | Emsien      | 407,6–393,3 |
| Dévonien    | Inférieur     | Praguien    | 410,8–407,6 |
| Dévonien    | Inférieur     | Lochkovien  | 419,2–410,8 |
| Silurien    | Pridolien     |             | plus ancien |

La base du Famennien se trouve directement sur l'horizon de l'événement Kellwasser, un épisode important d'anoxie (manque d'oxygène) bien attesté en divers points du globe, et qui le sépare du Frasnien. Cet événement correspond à une grande extinction de nombreuses espèces vivantes au Dévonien supérieur. La fin des strates du Famennien est également la limite supérieure du Dévonien et la limite entre ce système et le Carbonifère, qui est définie par l'arrivée de l'espèce de conodontes Siphonodella sulcata.
Le profil de référence (GSSP) se trouve dans la carrière de Coumiac, à proximité de Cessenon, dans le département de l'Hérault, dans le domaine de la Montagne Noire, en France.

## Subdivisions
Le Famennien se subdivise en huit biozones à conodontes :
- Zone à Siphonodella praesulcata
- Zone à Palmatolepis expansa
- Zone à Palmatolepis postera
- Zone à Palmatolepis trachytera
- Zone à Palmatolepis marginifera
- Zone à Palmatolepis rhomboidea
- Zone à Palmatolepis crepida
- Zone à Palmatolepis triangularis

L'Assise d'Aye, en Belgique, est une formation géologique formée lors du Famennien moyen. Elle est caractérisée par le conodonte Palmatolepis rhomboidea.

## Géochronologie
Les dates de début et de fin du Famennien ont été estimées respectivement à 372,2 ± 1,6 Ma et 358,9 ± 0,4 Ma, soit une durée de cette subdivision de 13,3 Ma,.